# 紅鰭小鮭脂鯉
紅鰭小鮭脂鯉為輻鰭魚綱脂鯉目脂鯉亞目鮭脂鯉科的其中一種，被IUCN列為易危保育類動物，為熱帶淡水魚，分布於非洲布吉納法索Comoé淡水流域，體長可達6.8公分，棲息在底中層水域，生活習性不明。

## 扩展阅读
維基物種上的相關：紅鰭小鮭脂鯉